# Torreón de Álvar Fáñez
El torreón de Álvar Fáñez o del Cristo de la Feria es una torre de la antigua muralla de la ciudad de Guadalajara (España), parte de la que era la puerta de la Feria. Se sitúa en lo que era el extremo suroeste de la muralla, encajonado en el barranco del Coquín, muy cerca del alcázar y junto al palacio del Infantado, y a su pie hoy se encuentra el parque de la Huerta de San Antonio, diseñado siguiendo la traza de un jardín árabe. Actualmente se encuentra en su interior un centro de interpretación en torno al origen del escudo de la ciudad.

## Descripción
Es un torreón de planta pentagonal irregular, de unos catorce metros de altura, realizado en mampostería de piedra sillar. Tiene dos pisos, incomunicados entre sí y con accesos independientes aprovechando la diferencia de altura dada en la ladera del barranco. Al piso superior se accede por el lado norte, a pie de calle, por una puerta grande en arco de medio punto. Al piso inferior se accede por el lado oeste a pie de parque, por una puerta con doble arco.

## Historia
Recibe el nombre de Álvar Fáñez porque, según la leyenda, fue por esta puerta por la que entró este lugarteniente de El Cid a conquistar la ciudad, aunque realmente la puerta y la torre se construyeron tres siglos después. Y el de Cristo de la Feria porque también sirvió de ermita dedicada a éste.
Por ella no llegaba ningún camino principal, sino que vigilaba la entrada del arrabal judío, situado extramuros. En 1847 fue cedida a la Academia de Ingenieros Militares y en 1858 sufrió un derrumbe parcial debido su estado de abandono.
En 1921 fue declarada Monumento Nacional y en 1928 fue parcialmente restaurado. Pero no fue hasta 1986 cuando se produce una profunda remodelación con el fin de evitar su derrumbe y en 2004 se rehabilita para albergar el centro de interpretación.